# 10th Virginia Infantry
Dixième régiment d'infanterie de volontaires de Virginie
Le 10th Virginia Volunteer Infantry Regiment (dixième régiment d'infanterie des volontaires Virginie) est un régiment d'infanterie levé en Virginie pour servir dans l'armée des États confédérés pendant la guerre de Sécession. Il combat la plupart du temps avec l'armée de Virginie du Nord.

## Organisation
Le 10th Virginie est organisé à Harper's Ferry à la fin du printemps de 1861. Quatre compagnies du quatrième régiment des volontaires de Virginie, une unité de la milice, sont réunies avec d'autres compagnies volontaires pour faire le régiment. Une onzième compagnie est ajoutée au commandement en avril 1862.
Parmi les compagnies du régiment, on trouve :
- Compagnie B - « Rockingham Rifles » (fusiliers de Rockingham)[1](p131)

Ses hommes sont levés dans les comtés de Shenandoah, de Rockingham, de Page et de Madison. Pendant la guerre, il est affecté à la brigade d'Elzey, de Taliaferro, de Fulkerson, de Colston, de Steuart, et de W. Terry.

## Service
Après avoir combattu lors de la première bataille de Bull Run et celle de McDowell, il est actif lors de la campagne de la vallée de Jackson. Le 10th Virginia participe aux campagnes de l'armée de Virginie du Nord, de la bataille des sept jours jusqu'à celle de Cold Harbor, sauf quand il est détaché pendant la bataille d'Antietam. 
Au début de la guerre, le régiment est placé dans le commandement de Joseph E. Johnston et participe aux combats contre les forces fédérales de Patterson dans le haut Potomac. Faisant partie de la brigade d'Elzey, le régiment  arrive sur le champ de bataille à l'instant critique de la première bataille de Bull Run(p246). 
Alors que Johnston est envoyé dans la Péninsule pour renforcer Magruder lors du siège de Yorktown, le régiment est envoyé dans la vallée de la Shenandoah avec Stonewall Jackson(p247). Le régiment est inclus dans la troisième brigade(p9). Le 3 mai, lorsque le régiment entre dans la vallée de Luray, il a perdu la moitié de ses effectifs(p35). Le 8 mai 1862, le colonel Gibbons est tué lors d'une charge du régiment au cours de la bataille de McDowell dans le comté de Highland(p247),. 
Lors de la première bataille de Winchester, le 25 mai 1862, des tirailleurs du régiment, commandés par le capitaine Issac G. Coffman, ouvrent le feu sur le 27th Indiana Infantry(p195). 
Au cours de la bataille de Cancellorsville, le régiment est au sein de la brigade de Warren, aux côtés des 1st et 3rd North Carolina Infantry et 23rd et 37th Virginia Infantry(p472). Le lieutenant colonel Samuel T. Wakler est tué alors qu'il commande le régiment et le commandant Joshua Stover est mortellement blessé(p329). 
Lors de la bataille de Gettysburg, le général Steuart donne l'ordre au colonel Warren de reconnaître les forces sur Culp's Hill. Le régiment ouvre le feu sur les arrières de l'ennemi, possiblement le 137th New York Infantry, et prend les ouvrages de l'Union(p221),.
Il participe à la campagne de la vallée de la Shenandoah d'Early et, plus tard, à la campagne d'Appomattox.

## Pertes
Cette unité rend compte de 16 victimes à la première bataille de Bull Run, 21 à McDowell, 43 à Cedar Mountain, 32 à la seconde bataille de Bull Run, et 157 à Chancellorsville. Sur les 276 hommes engagés à Gettysburg plus de vingt-cinq pour cent sont mis hors de combat. Le 9 avril 1865, elle se rend avec 2 officiers et 43 hommes.

## Commandement
Les officiers supérieurs sont les colonels Simeon B. Gibbons et Edward T. H. Warren, les lieutenants-colonels Dorilas H. L. Martz et Samuel T. Walker, et les commandants Isaac G. Coffman et Joshua Stover.
Le futur président de la Chambre des représentants des États-Unis Charles Frederick Crisp est lieutenant dans la compagnie K du 10th Virginia(p222).